# کوپی (نوشیدنی)
کوپی که با نام قهوه نانیانگ نیز شناخته می‌شود، یک نوشیدنی قهوه سنتی است که در تعدادی از کشورهای جنوب شرق آسیا در دسترس است. اغلب به دلیل اینکه این نوشیدنی حاوی کافئین زیادی است دم کرده می‌شود و معمولاً با شکر و/یا چاشنی‌های مبتنی بر شیر سرو می‌شود. سرچشمه این نوشیدنی در طی دوران مالایای بریتانیا بوده و دارای ریشه‌های فرهنگی هاینانی است. نام آن از اصطلاح مالایی برای قهوه گرفته شده است. واژه نانیانگ که در زبان ماندارین به معنی «دریای جنوب» است، به جنوب شرق آسیا اشاره دارد. واژگان فرهنگ کوپی در زبان هوکین ریشه دارد و حاصل مهاجرت تاریخی از منطقه مینان در استان فوجیان در جنوب شرقی چین، به جنوب شرق آسیا است. این نوشیدنی معمولاً در کافی‌شاپ‌ها، هاوکر سنتر و کوپی تیام‌ها در سراسر منطقه ارائه می‌شود.
در سنگاپور، کوپی به عنوان یک شاخص مهم فرهنگی و بخشی از رژیم غذایی و سبک زندگی روزمره شناخته می‌شود. قهوه سنگاپور به دلیل فرایند برشته‌کاری و تکنیک آماده‌سازی که نوعی از تغییرپذیری به شیوه تورفاکتو (Torrefacto) را در بر می‌گیرد، از سایر انواع قهوه متمایز است. نگرانی‌ها در مورد افزایش موارد دیابت باعث ایجاد کمپین‌های سراسری به رهبری دولت در سنگاپور برای کاهش مصرف قند شده است به ویژه در مورد نوشیدنی‌های شیرین یا نوشیدنی‌هایی همچون کوپی که مقادیر زیادی قند اضافه می‌کنند. اهمیت کوپی در فرهنگ سنگاپور را می‌توان با جزئیات بیشتر در موزه کوپی این کشور پیگیری کرد.

## ریشه‌شناسی و سرچشمه‌های هاکین
این برتری زبان هاکین در فرهنگ محلی کوپی را می‌توان با اهمیت مهاجران هاکین در مالایا و سنگاپور استعماری مرتبط دانست. طبق تاریخ مهاجرت چینی‌ها، میلیون‌ها نفر از ساکنان چین به دلیل بلایای طبیعی و بی‌ثباتی سیاسی در طی قرن نوزدهم، این کشور را ترک کردند. در آغاز، ۵۰٬۰۰۰ چینی وارد سنگاپور شدند که بسیاری از آنها تاجر بودند. این تعداد در سال ۱۹۰۰ به ۲۰۰٬۰۰۰ نفر افزایش یافت، زیرا تعداد بیشتری از طریق ایالات مالایی و هند شرقی هلند وارد سنگاپور شدند. در میان تازه واردان، هاکین‌ها بیشترین سهم از گروه‌های دارای گویش چینی در سنگاپور را تشکیل می‌دادند. بنابراین، آنها همچنین سهم قدرتمندی از صنایع بانکی، تولیدی و تجاری را در اختیار گرفتند.

## فراوری
دانه و منشأ

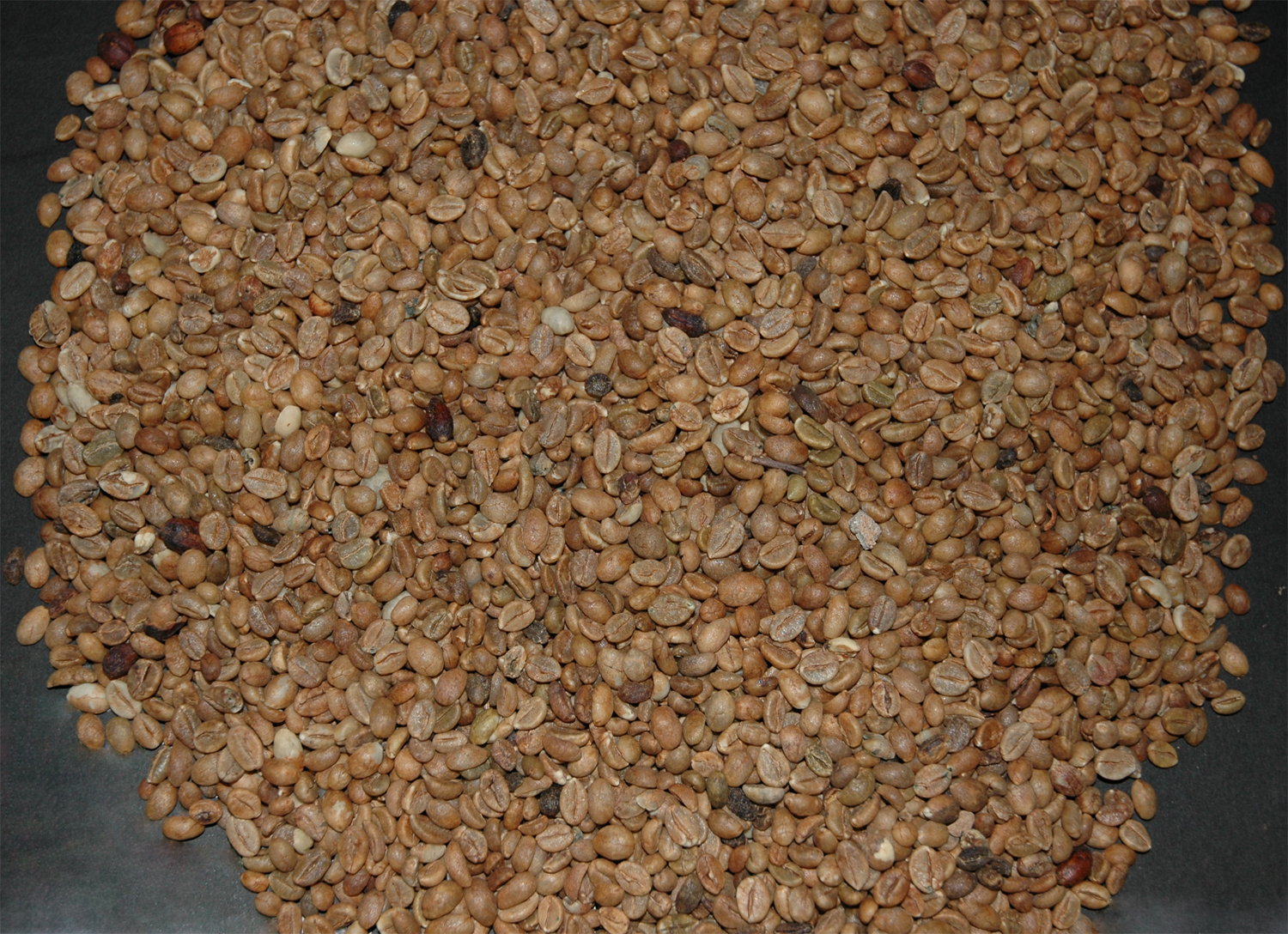
دانه‌های روبوستای برشته نشده

برای تهیه کوپی به‌طور سنتی از دانه‌های قهوه روبوستا استفاده می‌شود. در طی دوران استعمار سنگاپور، چینی‌ها با تاجران عرب که دانه‌های روبوستای اندونزیایی را جزو کالاهای همراه خود داشتند، تبادلاتی انجام داده و این دانه‌ها را دریافت کردند، این دانه‌ها در شرایط آب و هوایی سنگاپور در مقایسه با دانه‌های عربیکا بهتر رشد می‌کردند. نوع رایج دانه‌های روبوستا که در سنگاپور استفاده می‌شود، گونه اندونزیایی EK-1 است. طی قرن بیست و یکم در سنگاپور، واردات دانه‌های روبوستا همچنان عمدتاً از اندونزی و ویتنام انجام می‌گیرد. در تلاش برای مدرن‌سازی، برندهای قدیمی مانند کارخانه پودر قهوه لام یئو تصمیم می‌گیرند از دانه‌های مرغوب آفریقای جنوبی و آمریکای مرکزی استفاده کنند.
برشته کردن
فرایند کلی سنتی آماده‌سازی کوپی به سبک هاینان شامل استفاده از ترکیبی از ۸۰ درصد دانه قهوه، ۲۰ درصد شکر و مارگارین در فرایند برشته کردن به مدت ۲۵ دقیقه در دمای ۱۸۰ درجه سانتیگراد است. در میانه‌های مدت زمانی برشته کردن، نمک افزوده می‌شود. شکر نیز در انتها اضافه می‌شود تا طعم کاراملی به آن بدهد و هرگونه طعم تلخی را از بین ببرد. نتیجه این فرایند قهوه‌ای غنی‌تر و معطرتر از قهوه به سبک غربی است. گفته شده است که این روش شباهت‌های کمی با روش رایج برشته کردن قهوه به شیوه تورفاکتو در آرژانتین، کاستاریکا، فرانسه، پرتغال و اسپانیا دارد.
سرو کردن

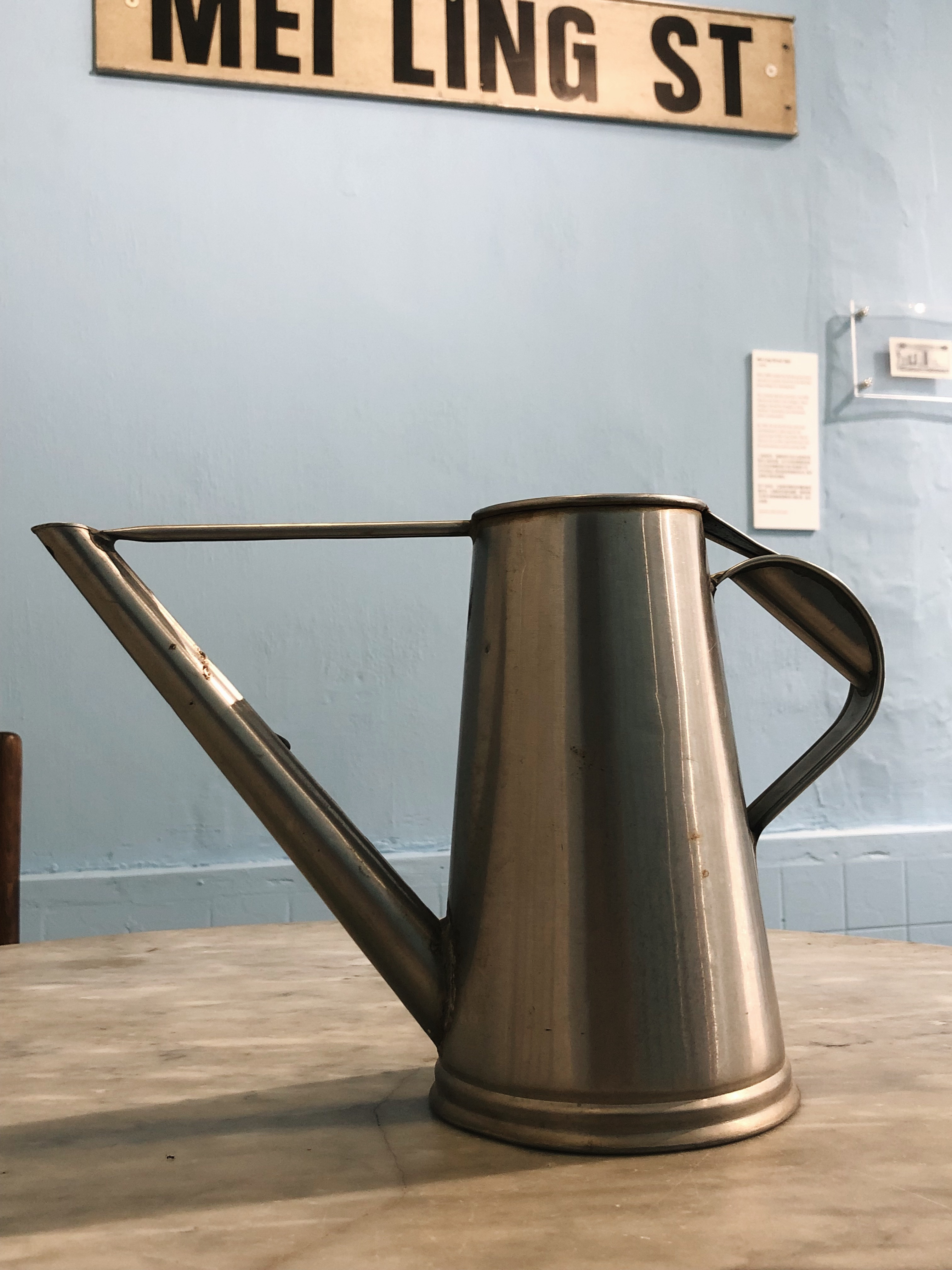
یک ظرف کوپی

برای سرو، پودر کوپی آسیاب شده را در یک کیسه موصلی قرار می‌دهند و آب جوش روی آن می‌ریزند. سپس با استفاده از یک چوب باریک بلند یا چوب غذاخوری هم زده می‌شود. پس از آن، مایع دم کشیده بین دو کتری استوانه‌ای بزرگ با دهانه‌های لوله‌ای قائم که در سمت انتهایشان هنگام ریختن باریکتر هستند، به جلو و عقب جابجا می‌شود. هدف از این کار هوادهی و خنک کردن کوپی است.

### اطلاعات غذایی
قهوه کوپی دو برابر قهوه عربیکا کافئین دارد. یک فنجان معمولی کوپی حاوی سه قاشق چایخوری شکر است. سازمان جهانی بهداشت توصیه می‌کند که مقدار بهینه مصرف قند روزانه در جهت مزایای سلامتی باید حدود ۵ قاشق چایخوری باشد.